# La Fábrica, Veracruz
La Fábrica är en ort i Mexiko.   Den ligger i kommunen Coxquihui och delstaten Veracruz, i den sydöstra delen av landet, 180 km nordost om huvudstaden Mexico City. La Fábrica ligger 144 meter över havet och antalet invånare är 452.
Terrängen runt La Fábrica är kuperad åt sydväst, men åt nordost är den platt. Runt La Fábrica är det tätbefolkat, med 356 invånare per kvadratkilometer. Närmaste större samhälle är Olintla, 15,8 km sydväst om La Fábrica. Omgivningarna runt La Fábrica är en mosaik av jordbruksmark och naturlig växtlighet.